# Berkovich-ruimte
In de wiskunde is een Berkovich-ruimte een versie van een analytische ruimte over een niet-Archimedes veld (bijv. een p-adisch veld), waarmee John Tate's idee van een rigide analytische ruimte wordt verfijnd. Berkovich-ruimtes werden in 1990 geïntroduceerd door Vladimir Berkovich.

## Motivatie
In het complexe geval begint de algebraïsche meetkunde met het definiëren van de complexe affiene ruimte als {\displaystyle \mathbb {C} ^{n}.} Voor elk {\displaystyle U\subset \mathbb {C} ^{n},} definiëren we {\displaystyle {\mathcal {O}}_{U},} de ring van analytische functies van {\displaystyle U} als de ring van holomorfe functies. Dit zijn de functies over {\displaystyle U} die geschreven kunnen worden als een convergente machtreeks in een omgeving van elk punt van {\displaystyle U}.
Vervolgens definiëren we een lokale modelruimte voor {\displaystyle f_{1},\ldots ,f_{n}\in {\mathcal {O}}_{U}} als
{\displaystyle X:=\{x\in U:f_{1}(x)=\cdots =f_{n}(x)=0\}}
met {\displaystyle {\mathcal {O}}_{X}={\mathcal {O}}_{U}/(f_{1},\ldots ,f_{n}).} Een complexe analytische ruimte is lokaal geringde {\displaystyle \mathbb {C} }-ruimte {\displaystyle (Y,{\mathcal {O}}_{Y})} die lokaal isomorf is met een lokale modelruimte.
Wanneer {\displaystyle k} is een compleet niet-Archimedes veld is, dan is {\displaystyle k} topologisch een totaal gedisconnecteerde ruimte (totally disconnected space). Als we in zo'n geval doorgaan met dezelfde definitie als in het complexe geval, zouden we geen goede analytische theorie krijgen. Berkovich gaf een definitie die een mooie analytische ruimte geeft over zo'n {\displaystyle k}. Het geeft ook de gebruikelijke definitie terug over {\displaystyle \mathbb {C} .}
Berkovich-ruimten definiëren dus analytische functies over niet-Archimedische velden. Daarnaast hebben Berkovich-ruimten ook een onderliggende topologische ruimte waarmee men goed kan werken.